# Abba Eban
Abba Eban (în ebraică אבא אבן, de fapt se pronunță Abba Even), născut sub numele de Aubrey Solomon Meir Eban (n. 2 februarie 1915 Cape Town - d. 17 noiembrie 2002) a fost un diplomat și om politic israelian.
I se atribuie citatul:
"Consensul este ceea ce mai mulți oameni spun în cor, dar nu cred fiecare în parte. " 

## Biografie

### Tinerețea
Născut în Africa de Sud, Eban s-a mutat în Anglia la o vârstă fragedă. A urmat cursurile St Olave's Grammar School din Southwark, apoi a studiat limbile clasice și orientale la Queens' College din Cambridge. Copil fiind, Eban își amintește că era trimis în fiecare week-end la bunicul său pentru a studia ebraica și literatura biblică. O perioadă a locuit la Belfast. În timp ce frecventa cursurile universității și chiar ulterior, Eban a fost profund implicat în Federația Tinerilor Sioniști și era editorul ziarului "The Young Zionist", jurnalul ideologic al organizației.

### Activitatea politică
După ce a terminat universitatea cu rezultate excelente, a făcut parte din elita de la Pembroke College între 1938-1939, unde s-a ocupat de cercetări în domeniul ebraicii și arabei. După izbucnirea celui de-al Doilea Război Mondial, Eban a început, din decembrie 1939, să lucreze pentru Chaim Weizmann la sediul Organizației Sioniste Mondiale la Londra. Câteva luni mai târziu, s-a înrolat în armata britanică ca ofițer de informații, ajungând la gradul de maior. A servit și ca ofițer de legătură între Aliați și conducerea populației evreiești (yishuv) din Palestina. Recurgând la talentul său lingvistic, Eban a tradus în 1947 din arabă romanul lui Tawfiq al-Hakim scris în 1937, "Labirintul justiției: Jurnalul unui procuror de la țară".
Eban s-a reîntors la Londra pentru a lucra la Departamentul de Informații al Agenției Evreiești de unde a fost detașat la New York, în perioada în care Adunarea Generală a Națiunilor Unite dezbătea "cauza palestiniană". În 1947 el a fost numit ofițer de legătură al Comitetului special pentru Palestina din cadrul Națiunilor Unite, unde a înregistrat succese în obținerea acordurilor pentru divizarea Palestinei în două părți: arabă și evreiască - Rezoluția 181. Tot atunci își schimbă și numele anglo-saxon Aubrey în Abba, care înseamnă în ebraică "tată". Eban a lucrat zece ani în cadrul Națiunilor Unite, fiind în același timp și ambasador al statului Israel în SUA. A fost renumit pentru calitățile sale oratorice, Henry Kissinger spunând despre el:
„Nu am mai întâlnit pe nimeni care să stăpânească atât de bine limba engleză. Frazele curgeau în construcții melodioase dar suficient de complicate încât să pună la încercare inteligența ascultătorului și în același timp să îl lase perplex în fața virtuozității discursului. (I have never encountered anyone who matched his command of the English language. Sentences poured forth in mellifluous constructions complicated enough to test the listener’s intelligence and simultaneously leave him transfixed by the speaker's virtuosity.)”